# 岡澤セオン
岡澤 セオン（おかざわ せおん、1995年12月21日 - ）は、日本の男子アマチュアボクシング選手。山形県山形市出身。本名は岡澤 セオンレッツ クインシー メンサ（Okazawa Sewonrets Quincy Mensah）。中央大学法学部卒業。大橋ボクシングジム・INSPA所属。2021年世界選手権ウェルター級金メダリスト。

## 来歴
ガーナ人の父と日本人の母の間に生まれた。小・中学校では9年間レスリングに熱中した。レスリングでの五輪出場を目指し、高校でも競技を続けるつもりだったが入試に失敗。レスラーとしての道を失い、進学した日本大学山形高等学校ではラグビー部か陸上部に入部しようと考えていたところ、先輩に目をつけられほぼ強制される形でボクシング部へ入部した。しかし、3年時に山形県高校総体のライト級を制覇すると、国体でも5位入賞を果たした。
中央大学法学部法律学科に進学。1年時に全日本選手権と国体のライトウェルター級に出場し、国体では3位入賞。4年時には国体準優勝。
2018年、中央大学法学部卒業。
大学卒業後はボクシングを引退するつもりで就職先も内定していたが、鹿児島県体育協会から2020年の鹿児島国体に向け強化指導員兼選手として誘われると、卒業後もボクシングを続ける道を選んだ
。2018年の全日本選手権で初優勝。
2019年、アジア選手権に出場し、日本人では36年ぶりとなるウェルター級（69kg級）銀メダルを獲得した。同年の世界選手権にも69kg級（ウェルター級）で出場したが、準々決勝で敗れてメダルを逃した。同年の全日本選手権では2012年ロンドン五輪代表の鈴木康弘を破って連覇を達成し、大会MVPも獲得した。
2020年の東京五輪アジア・オセアニア大陸予選では5位決定戦に回ったものの、これに勝利して五輪出場権を獲得した。
2021年2月11日、国立代々木競技場で開催のチャリティーボクシングイベント『LEGEND』で日本スーパーライト級ユース王者・佐々木尽と対戦した。
2021年4月、鹿児島県体育協会からINSPAに移籍した。
2021年7月、東京オリンピックにウェルター級（69kg級）で出場し、2回戦で金メダルを獲得したロニエル・イグレシアス（キューバ）に2-3で判定負けした。最終成績は、9位だった。
2021年11月、セルビアの首都ベオグラードで開催された世界選手権のウェルター級に出場。同選手権では日本人初となる金メダルを、バンタム級の坪井智也と共に獲得した。
2022年7月、カザフスタンの首都ヌルスルタンで開催された第1回エロルダ杯国際トーナメントのライトミドル級に出場して銀メダルを獲得した。
2022年11月、ヨルダンの首都アンマンで開催されたアジア選手権のライトミドル級（71kg級）に出場して初戦で敗退した。
2023年2月26日、パリオリンピック大陸予選を兼ねるアジア競技大会の71kg級代表決定戦（ボックスオフ）で脇田夢叶に勝利し、アジア競技大会出場を決めた。
2023年5月、ウズベキスタンの首都タシュケントで開催された世界選手権の71kg級（ライトミドル級）に出場し、3回戦でフランスの選手に敗退した。
2023年10月3日、中国の杭州市で開催されたアジア競技大会ライトミドル級の準決勝で、3-2の判定でカザフスタンの選手に勝利して2大会連続のオリンピック出場が内定し、翌日の決勝は、対戦相手が負傷により欠場となり、岡澤が不戦勝で金メダルを獲得した。
2023年12月9日、アラブ首長国連邦のドバイで開催された国際ボクシング協会（IBA）が主催するプロ形式のボクシングイベント「IBAチャンピオンズナイト」に日本人で初めて出場し、世界選手権ライトミドル級銀メダルのサイジャムシド・ジャファロフ（ウズベキスタン）と3分6ラウンド制で対戦し、0－5で判定負けした。勝敗によってファイトマネーが変動し、敗れた岡沢は1万ドル（約150万円）、勝ったジャファロフは2万ドル（約300万円）を手にした。
2024年7月31日、パリオリンピックの71kg級（ライトミドル級）に出場し、初戦となった2回戦でヨルダンのジアド・エシャシュに敗退した。
2025年4月27日、世界選手権など主要国際大会の日本代表選手を決めるための代表選考会（ボックスオフ）が行われ、70キロ級で出場した岡沢は田中廉人に判定勝ちを収め代表に内定した。

## 人物
- 父が名付けたセオンという名前は、古代エジプトの戦いの神セトに由来する[2]。
- 日大山形高校では、定期試験で校内3位以内を維持していた[1]。
- INSPAに移籍後はスポンサー収入だけで活動する「プロのアマチュアボクサー」となり、日本ボクシング連盟の協力のもと自ら支援相談に出向くなど約20社の企業からサポートを受けて、遠征やケアの費用も自費で賄っている[26]。連盟からはアマチュアボクサーのロールモデルになることを期待されている[26]。2021年10月に株式会社スポーツビズとマネジメント業務契約を結んだ[27]。
- 移籍後も鹿児島県鹿屋市を拠点としており、2021年12月には「鹿屋の人たちには試合だけでなく普段の生活も支えてもらっているので、本当に感謝してもしきれない」と語った[28]。
- 大学の1年先輩に当たる但馬ミツロを目標に挙げている[29]。
- 仲の良いアスリートとして大学の同期であるバレーボール選手の石川祐希と競泳選手の砂間敬太を挙げている[30]

## 獲得タイトル
- 第19回アジア競技大会（2023年開催杭州）ライトミドル級金メダル
- 第21回AIBA世界ボクシング選手権（2021年ベオグラード）ウェルター級金メダル
- 第30回アジアアマチュアボクシング選手権（2019年バンコク）ウェルター級銀メダル
- 第88回全日本ボクシング選手権大会（2018年茨城）ウェルター級優勝
- 第89回全日本ボクシング選手権大会（2019年鹿児島）ウェルター級優勝